# Cercle Saint-Pierre de Limoges 1992-1993
Questa voce raccoglie le informazioni riguardanti il Cercle Saint-Pierre de Limoges nelle competizioni ufficiali della stagione 1992-1993.

## Stagione
La stagione 1992-1993 del Cercle Saint-Pierre de Limoges è la 15ª nel massimo campionato francese di pallacanestro, la Nationale A1.

## Roster
Aggiornato al 27 dicembre 2020.
| CSP Limoges 1992-93 | CSP Limoges 1992-93 |
| Giocatori           | Staff tecnico       |
| ------------------- | ------------------- |

| N. | Naz.                                           | Ruolo | Nome                | Anno | Alt.   | Peso   |  |
| -- | ---------------------------------------------- | ----- | ------------------- | ---- | ------ | ------ |  |
| 4  | Francia (bandiera)                             | P     | Frédéric Forte      | 1970 | 190 cm |        |  |
| 5  | Francia (bandiera)                             | G     | Jimmy Vérove        | 1970 | 192 cm | 90 kg  |  |
| 7  | Francia (bandiera)                             | AP    | Richard Dacoury (C) | 1959 | 195 cm | 91 kg  |  |
| 8  | Stati Uniti (bandiera)                         | A     | Michael Young       | 1961 | 201 cm | 100 kg |  |
| 9  | Slovenia (bandiera)                            | P     | Jure Zdovc          | 1966 | 194 cm | 88 kg  |  |
| 10 | Jugoslavia (bandiera)                          | G     | Duško Ivanović      | 1957 | 196 cm | 95 kg  |  |
| 10 | Francia (bandiera)                             | AP    | Jean-Marc Dupraz    | 1973 | 197 cm |        |  |
| 12 | Costa d'Avorio (bandiera) · Francia (bandiera) | AG    | Marc M'Bahia        | 1969 | 200 cm | 98 kg  |  |
| 13 | Francia (bandiera)                             | C     | Franck Butter       | 1963 | 210 cm |        |  |
| 14 | Francia (bandiera)                             | AG    | Jim Bilba           | 1968 | 198 cm | 105 kg |  |
| 15 | Stati Uniti (bandiera) · Francia (bandiera)    | C     | Willie Redden       | 1960 | 210 cm | 102 kg |  |
|    | Francia (bandiera)                             | G     | Christophe Botton   | 1973 | 191 cm |        |  |
| -  | Francia (bandiera)                             | C     | Alain Gratien       | 1972 | 202 cm |        |  |
| -  | Francia (bandiera)                             | AG    | Frédéric Hermelin   | 1973 | 196 cm |        |  |

| Allenatore                                                     |
| - Božidar Maljković                                            |
| Assistente/i                                                   |
| - Nessuno Legenda - (C) Capitano - (IN) Inattivo - Infortunato |

## Mercato

### Sessione estiva
| Acquisti | Acquisti         | Acquisti          | Acquisti   | Acquisti |
| R.       | Nome             | da                | Modalità   |          |
| -------- | ---------------- | ----------------- | ---------- | -------- |
| AG       | Jim Bilba        | Cholet            | definitivo |          |
| A        | Michael Young    | Viola R. Calabria | definitivo |          |
| G        | Duško Ivanović   | Girona            | definitivo |          |
| P        | Jure Zdovc       | Virtus Bologna    | definitivo |          |
| G        | Jimmy Vérove     | Mulhouse          | definitivo |          |
| AP       | Jean-Marc Dupraz | ASVEL             | definitivo |          |
| C        | Willie Redden    | ASVEL             | definitivo |          |

| Cessioni | Cessioni           | Cessioni            | Cessioni       | Cessioni |
| R.       | Nome               | a                   | Modalità       |          |
| -------- | ------------------ | ------------------- | -------------- | -------- |
| G        | Tim Legler         | Philadelphia Spirit | fine contratto |          |
| P        | Pascal Jullien     | Châlons-Champag.    | fine contratto |          |
| AG       | Michael Brooks     | Levallois           | fine contratto |          |
| G        | Bruno Lejeune      | Cholet              | fine contratto |          |
| AG       | Franck Mériguet    | CRO Lione           | fine contratto |          |
| AG       | Stéphane Ostrowski | Olympique Antibes   | fine contratto |          |

### Dopo l'inizio della stagione
| Acquisti | Acquisti | Acquisti | Acquisti | Acquisti |
| R.       | Nome     | da       | Data     | Modalità |
| -------- | -------- | -------- | -------- | -------- |

| Cessioni | Cessioni       | Cessioni | Cessioni     | Cessioni       |
| R.       | Nome           | a        | Data         | Modalità       |
| -------- | -------------- | -------- | ------------ | -------------- |
| G        | Duško Ivanović | Girona   | ottobre 1992 | fine contratto |